# Filizten Kalfa
Filizten Kalfa rozená jako princezna Naime Çabalar-Çaabalurhva (okolo 1861/1862? Picunda - okolo 1945? Istanbul) byla dvorní dámou osmanského sultána Murada V. Byla dcerou prince Sahin Beye Çaabalurhvy a princezny Adilhan Hanim Loo.

## Mládí
Narodila se v roce 1861 nebo 1862 v Picundě v Abcházii do abchazské knížecí rodiny Çaabalurhvů. Její rodné jméno bylo Naime Çaabalurhva. Byla dcerou prince Sahin Beye Çaabalurhvy a princezny Adilhan Hanim Loo, kromě toho byla i sestřenicí sultánky Peyveste Hanim, deváté ženy sultána Abdula Hamida II., jehož matka Hesna byla příbuzná jejího otce.
Do Istanbulu přišla ve velmi mladém věku. Dostala jméno Filizten (v překladu "úponek") a ve věku čtrnácti nebo patnácti let, krátce po nástupu sultána Murada V. na trůn, mu byla představena a darovaná. Po jmenování do funkce Duty Kalfy (učně), získala hodnost Acemi (nováček). Po Muradově sesazení z trůnu byla povýšena do pozice Senior Kalfa. Byla středně vysoká, měla blond vlasy a zajímala se o hraní na klavír. Strávila 28 roků uzavřená v Çırağanském paláci spolu se sultánem Muradem a ostatními členy jeho harému.

## Paměti
Ve svých sedmdesáti letech sepsala paměti, kde bylo spoustu informací o sultánu Muradovi a jeho životě. Své paměti nazvala "28 let v paláci Çırağan: Život s Muradem V.

## Smrt
Zemřela okolo roku 1945 v Erenköy, v Istanbulu.